# Edmund Addo
Pour les articles homonymes, voir Addo (homonymie).
Edmund Addo, né le 17 mai 2000 à Chorkor, est un footballeur ghanéen qui évolue au poste de milieu de terrain à l'Étoile rouge de Belgrade.

## Biographie
Edmund Addo est né à Chorkor, dans la métropole d'Accra au Ghana.

### Carrière en club

#### Débuts en Slovaquie (2018-2021)
Formé au Mighty Cosmos FC de Mamprobi (en) au Ghana, Addo signe son premier contrat professionnel au FK Senica en Super Liga slovaque en août 2019, alors qu'il avait commencé à s'entrainer avec la WAFA (en) dans son pays, et après plusieurs essais infructueux en Italie,,,.
Après avoir brillé en amical avec l'équipe première dès janvier 2019, il fait ses premiers pas en Championnat de Slovaquie, avant de voir son année freinée par plusieurs blessures, ne retrouvant durablement les terrains qu'à la fin de l'automne. Jouant surtout initialement en défense, il s'installe ensuite comme un titulaire incontournable au milieu de terrain où sa créativité et capacité à reproduire les efforts est le plus valorisée.

#### Révélation au Sheriff Tiraspol (depuis 2021)
Le 14 juillet 2021, il signe avec les champions moldaves du Sheriff Tiraspol,. Il est déjà titulaire juste après son arrivée, lors du parcours en phases qualificatives européennes, où l'équipe de Transnistrie fait déjà montre d'un parcours remarquable en se qualifiant pour la Ligue des champions — une première pour un club du championnat moldave — après avoir notamment éliminé l'étoile rouge de Belgrade puis le Dinamo Zagreb,,.
Mais c'est en phase de groupe de la C1 qu'Addo et son club vont vraiment être mis sous les projecteurs, septembre 2021 : déjà titulaire lors d'une victoire surprise 2-0 contre les géants ukrainiens du Chakhtar Donetsk, le milieu ghanéen va récidiver avec une performance remarquée dans l'entrejeu lors de la victoire 1-2 contre le Réal Madrid — le meilleur club de l'histoire de la compétition européenne — dans la capitale espagnole,,,,,. C'est notamment à cette occasion qu'il déclare être un supporteur de longue date du Manchester United, où il déclare rêver de jouer,,,,.

### Carrière en sélection
À la suite de ses performances remarquées avec le Sheriff — alors qu'il n'a connu aucune sélection de jeunes — le Ghanéen est convoqué une première fois en équipe du Ghana fin septembre 2021 pour une double confrontations des éliminatoires de la Coupe du monde 2022, à la suite du forfait d'Alfred Duncan,. Mais Addo ne se rend néanmoins finalement pas au rassemblement de l'équipe nationale, son club refusant de le libérer, son appel en sélection étant intervenu trop tardivement pour ce dernier, par rapport aux prérequis de la FIFA,.